# Murat Chabačirov
Murat Chabačirov (rusky Мурат Хабачиров), (* 14. května 1988 Kabardsko-Balkarsko, Sovětský svaz) je reprezentant Ruska v judu. Původem je Adygejec.
Patří k předním Evropanům v polostřední váze, ale v seniorské reprezentaci ruska má složitou situace. Je až třetím vzadu za Nifontovem a S. Magomedovem. Na olympijských hrách zatím nestartoval.

## Výsledky
| Turnaj             | 2008 | 2009 | 2010 | 2011 | 2012 | 2013 |
| ------------------ | ---- | ---- | ---- | ---- | ---- | ---- |
| Mistrovství Evropy | dns  | dns  | dns  | úč.  | 2.   | úč.  |
| ME do 23 let       | úč.  | dns  | 1.   | –    | –    | -    |